# Neomochtherus gomerae
Neomochtherus gomerae là một loài ruồi trong họ Asilidae. Neomochtherus gomerae được Weinberg & Baez miêu tả năm 1989. Loài này phân bố ở vùng Cổ Bắc giới.